# Flughafen Aizawl

i8
i11
i13
Der ca. 405 m hoch in den Ausläufern des Arakan-Joma-Gebirges gelegene Flughafen Aizawl (englisch Aizawl Airport, auch  Lengpui Airport, IATA-Code: AJL, ICAO-Code: VELP) ist ein nationaler Flughafen ca. 32 km (Fahrtstrecke) nordwestlich der Großstadt Aizawl im Bundesstaat Mizoram in Nordostindien.

## Geschichte
Der Aizawl bzw. Lengpui Airport wurde in den Jahren 1995 bis 1998 beim Ort Lengpui gebaut; er dient jedoch hauptsächlich der Anbindung der Großstadt Aizawl, der Hauptstadt des Bundesstaats Mizoram, an das indische Linienflugnetz. 

## Verbindungen
Verschiedene indische Fluggesellschaften betreiben mehrmals täglich stattfindende Linienflüge nach Guwahati und Kalkutta; Flüge nach Delhi und Shillong sowie zu anderen Zielen im Nordosten Indiens finden deutlich seltener statt.

## Sonstiges
- Betreiber des Flughafens ist die Airports Authority of India.
- Es gibt eine Start-/Landebahn mit 2500 m Länge.